# Одиниця сонячного потоку
Одиниця сонячного потоку (англ. solar flux unit, sfu) — міра спектральної густини потоку, яку часто використовують у сонячних радіоспостереженнях, таких як індекс сонячної активності F10.7:
1 sfu = 10⁴ Ян = 10⁻²² Вт⋅м −2 ⋅Гц −1 = 10 −19 ерг⋅с −1 ⋅см −2 ⋅Гц −1 .
З sfu пов'язана інша популярна в радіоастрономії одиниця янський: 1 Ян = 10−4 sfu = 10−26 Вт⋅м−2⋅Гц−1 = 10−23 ерг⋅с−1⋅см−2⋅Гц−1.